# چمن‌لی بالا
چمن‌لی بالا (به لاتین: Yuxarı Çəmənli) یک منطقه مسکونی در جمهوری آذربایجان است که در شهرستان بیلقان واقع شده است. چمن‌لی بالا ۵۱۴ نفر جمعیت دارد.